# Dino Porrini
Dino Porrini (nascido em 28 de fevereiro de 1953) é um ex-ciclista italiano que competia em provas de ciclismo de estrada.
Participou nos Jogos Olímpicos de 1976 em Montreal, onde terminou em décimo primeiro lugar dos 100 km contrarrelógio. Foi profissional de 1978 a 1980, conquistando duas vitórias, incluindo uma etapa do Giro d'Italia 1979.